# Scandia michaelsarsi
Scandia michaelsarsi is een hydroïdpoliep uit de familie Hebellidae. De poliep komt uit het geslacht Scandia. Scandia michaelsarsi werd in 1935 voor het eerst wetenschappelijk beschreven door Leloup. 